# Labidocera nerii
Labidocera nerii är en kräftdjursart som först beskrevs av Henrik Nikolai Krøyer 1849.  Labidocera nerii ingår i släktet Labidocera och familjen Pontellidae. Inga underarter finns listade i Catalogue of Life.